# Rogowo (gemeente in powiat Żniński)

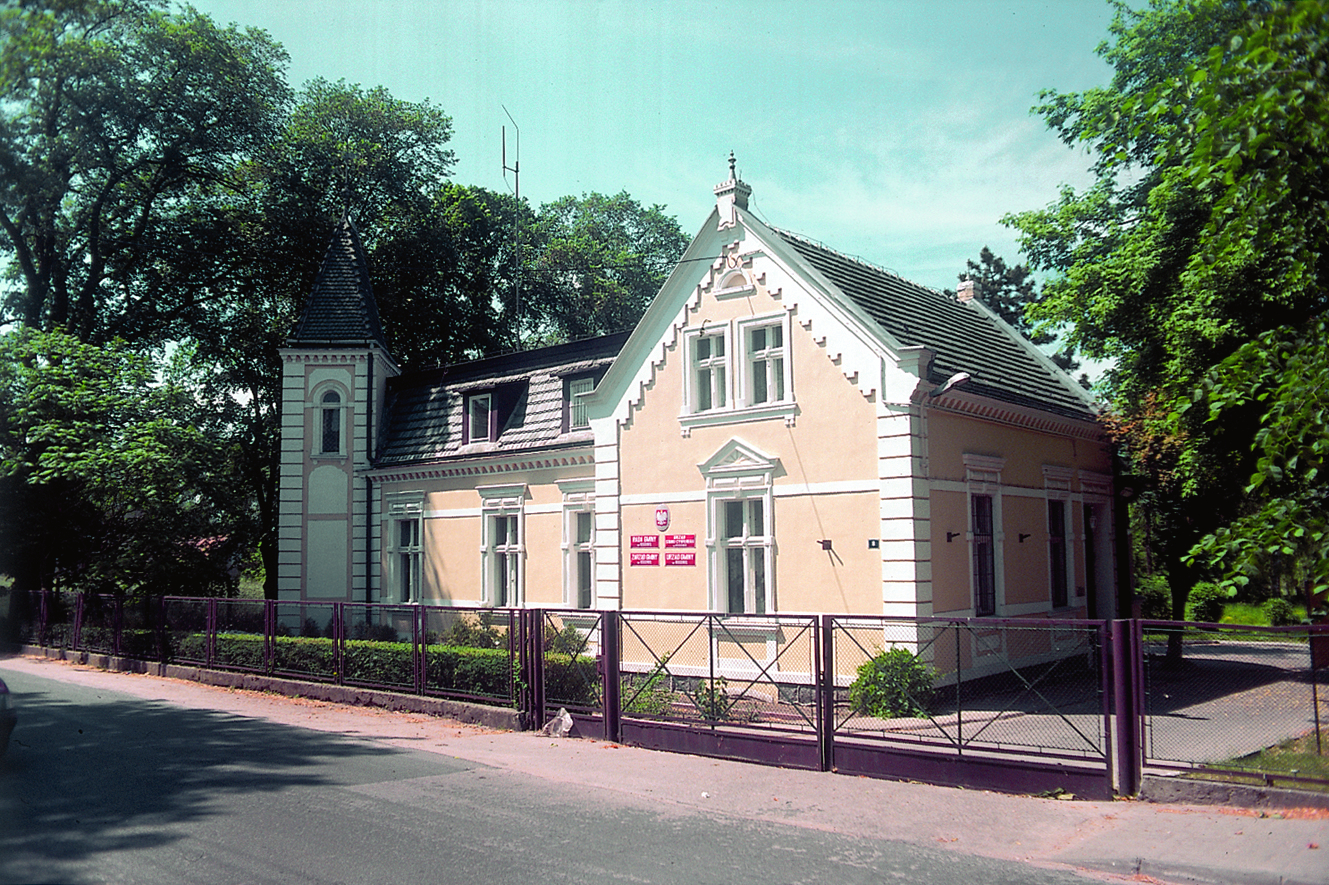
Gemeentehuis

De gemeente Rogowo is een landgemeente in het Poolse woiwodschap Koejavië-Pommeren, in powiat Żniński.
De zetel van de gemeente is in Rogowo.
Op 30 juni 2004 telde de gemeente 6879 inwoners.

## Oppervlakte gegevens
In 2002 bedroeg de totale oppervlakte van gemeente Rogowo 178,56 km², waarvan:
- agrarisch gebied: 60%
- bossen: 33%

De gemeente beslaat 18,14% van de totale oppervlakte van de powiat.

## Demografie
Stand op 30 juni 2004:
| Omschrijving                   | Totaal | Totaal | Vrouwen | Vrouwen | Mannen | Mannen |
| ------------------------------ | ------ | ------ | ------- | ------- | ------ | ------ |
| eenheid                        | aantal | %      | aantal  | %       | aantal | %      |
| inwoners                       | 6879   | 100    | 3484    | 50,6    | 3395   | 49,4   |
| bevolkingsdichtheid (inw./km²) | 38,5   | 38,5   | 19,5    | 19,5    | 19     | 19     |

In 2002 bedroeg het gemiddelde inkomen per inwoner 1475,74 zł.

## Administratieve plaatsen (sołectwo)
Budzisław, Cegielnia, Cotoń, Czewujewo, Gałęzewo, Gościeszyn, Grochowiska Księże, Grochowiska Szlacheckie, Izdebno, Lubcz, Mięcierzyn, Niedźwiady, Recz, Rogowo, Ryszewo, Rzym, Skórki, Wiewiórczyn, Zalesie, Złotniki.

## Aangrenzende gemeenten
Gąsawa, Gniezno, Janowiec Wielkopolski, Mieleszyn, Mogilno, Trzemeszno, Żnin